# مات كيرنز
مات كيرنز (بالإنجليزية: Matt Cairns)‏ هو لاعب اتحاد الرغبي بريطاني، ولد في 31 مارس 1979 في بيركنهيد ‏ في المملكة المتحدة.

## وصلات خارجية
- مات كيرنز عل موقع إسبنسكروم (الإنجليزية)
- مات كيرنز على موقع ItsRugby.co.uk (الإنجليزية)